# Sihotang Hasugian Habinsaran
Sihotang Hasugian Habinsaran is een bestuurslaag in het regentschap Humbang Hasundutan van de provincie Noord-Sumatra, Indonesië. Sihotang Hasugian Habinsaran telt 590 inwoners (volkstelling 2010).